# Estação Central de Milão
A Estação Central de Milão (em italiano:  Stazione di Milano Centrale) é a principal estação ferroviária de Milão e a segunda maior da Itália em fluxo de passageiros.
Foi inaugurada em 1931 para substituir a antiga estação ferroviária que ficava na Piazza della Repubblica, que se tornou insuficiente devido ao aumento no tráfego ferroviário.